# 아이 엠 낫 오케이
《아이 엠 낫 오케이》(영어: I Am Not Okay with This)는 넷플릭스에서 2020년 2월부터 방영된 미국의 성장 코미디 드라마이다. 원작은 찰스 포스먼이 쓴 동명의 그래픽노블이다.

## 출연

### 주연
- 소피아 릴리스 - 시드니 노백
- 소피아 브라이언트 - 다이나
- 와이엇 올레프 - 스탠리 바버
- 캐슬린 로즈 퍼킨스 - 매기

### 조연
- 에이든 보이타크히송(Aidan Wojtak-Hissong) - 리엄
- 리처드 엘리스 - 브래드 루이스

## 에피소드 목록
모든 에피소드는 2020년 2월 26일에 공개되었다.
| 회차 | 제목                                              | 감독            | 각본                         | 분량 |
| ---- | ------------------------------------------------- | --------------- | ---------------------------- | ---- |
| 1    | "사랑하는 일기장에게" "Dear Diary..."             | 조너선 엔트위슬 | 조너선 엔트위슬, 크리스티 홀 | 19분 |
| 2    | "뻑가는 하루" "The Master of One F**k"            | 조너선 엔트위슬 | 크리스티 홀                  | 20분 |
| 3    | "파티 종결자" "The Party's Over"                  | 조너선 엔트위슬 | 리즈 엘버렌리                | 28분 |
| 4    | "스탠 바이 미" "Stan by Me"                       | 조너선 엔트위슬 | 트리퍼 클랜시                | 23분 |
| 5    | "천국에서의 하루" "Another Day in Paradise"       | 조너선 엔트위슬 | 트리퍼 클랜시                | 23분 |
| 6    | "그 아버지에 그 딸" "Like Father, Like Daughter"  | 조너선 엔트위슬 | 크리스티 홀                  | 19분 |
| 7    | "가장 깊고 어두운 비밀" "Deepest, Darkest Secret" | 조너선 엔트위슬 | 크리스티 홀, 제나 웨스트오버 | 24분 |